# Johann I. von Cottbus
Johann von Cottbus war Herr von Cottbus von 1304 bis 1319.

## Leben
Johann stammte aus der Familie der Herren von Cottbus. Seine genaue Herkunft ist unbekannt. 1304 wurde er erstmals in einer Urkunde genannt, als er mit seinem Vetter Fredehelm mit der Herrschaft Cottbus durch die Markgrafen Waldemar, Otto IV. und Hermann von Brandenburg belehnt wurde. 1311 wurde er als alleiniger Herr von Cottbus genannt, da Fredehelm verstorben war, ebenso 1317. 1319 schloss er gemeinsam mit Richard, dem Sohn Fredehelms, einen Bündnisvertrag mit den Bürgern Gubens gegen erwartete Eroberungsversuche benachbarter Staaten. Danach wurde er nicht mehr erwähnt.